# Wohn- und Wirtschaftsgebäude Finterei 7
Das  Wohn- und Wirtschaftsgebäude Finterei 7 in Weyhe, Ortsteil Sudweyhe, stammt von 1747.
Das Gebäude steht unter Denkmalschutz (Siehe auch Liste der Baudenkmale in Weyhe).

## Geschichte
Weyhe wurde 860 erstmals erwähnt. Die Finterei war ursprünglich im 15./16. Jahrhundert ein Gut der Familie von Horn. Als der Rittmeister Erich Vinthus eine Tochter der von Hademstorffs heiratete, erwarb er das Gut von der Familie, das dann seinen Namen erhielt. Später fiel es wieder an von Hademstorffs und 1750 an den Gutshof Sudweyhe. Es verblieben nur die Namen der Straße An der Finterei bzw. Zur Finterei.
Das eingeschossige Zweiständer-Hallenhaus in Fachwerk mit verschlämmten Stein-Ausfachungen, einem Krüppelwalmdach und Niedersachsengiebel mit Uhlenloch  wurde 1747 an der Kirchweyher Straße gebaut.
Es wurde 1999 abgebaut und saniert und 2001 am neuen Standort an der Finterei als Wohnhaus wiedererrichtet.
Daneben steht ein im Giebeldreieck reichverziertes ehemaliges Backhaus aus Holz, das heute u. a. als Doppelgarage genutzt wird.